# 仙台市立野村小学校
仙台市立野村小学校（せんだいしりつ のむらしょうがっこう）は、宮城県仙台市泉区野村字東原前にある公立小学校である。

## 概要
野村小学校は泉中央地区から西側に位置しており、宮城県道35号泉塩釜線沿いにある。近隣にはシェルコム仙台、泉総合運動場、泉サッカー場やベガルタ仙台のクラブハウスなどがある。

## 所在地
- 仙台市泉区野村字東原前7

## 沿革
- 1873年（明治6年）5月1日 - 開校
- 1956年（昭和31年）4月1日  - 泉町立野村小学校として、七北田小学校より独立
- 1971年（昭和46年）4月1日 - 泉市立野村小学校に改称
- 1977年（昭和52年）4月1日 - 泉市立高森小学校が分離開校
- 1979年（昭和54年）4月1日 - 泉市立長命ヶ丘小学校が分離開校
- 1988年（昭和63年）3月1日 - 仙台市立野村小学校に改称

## 学区
- 上谷刈字の一部、野村、古内字の大部分

## 卒業後
- 大部分は七北田中学校へ進学するが、一部は加茂中学校へ進学する。